# Staatsgrundgesetze des Russischen Kaiserreiches

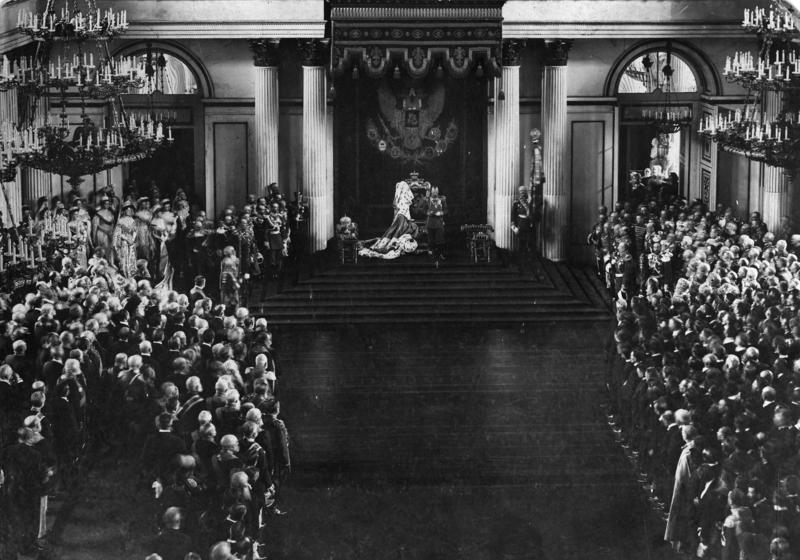
Nach Inkrafttreten der Staatsgrundgesetze des Russischen Kaiserreiches verliest Zar Nikolaus II. die Thronrede zur Eröffnung der Duma (1906)

Die Staatsgrundgesetze des Russischen Kaiserreiches (russisch Основные государственные законы Российской империи) bildeten die erste und zugleich einzige Verfassung des Russischen Kaiserreiches. Sie trat am 23. Apriljul. / 6. Mai 1906greg. in Kraft, unmittelbar vor der Eröffnung der ersten Staatsduma.
Matthias Stadelmann schrieb dazu: „Für die Duma war […] der Erlass einer Verfassung vor ihrem Zusammentritt ein Affront und gleichzeitig ein Vorgeschmack auf die künftige, vollkommen ablehnende Haltung, die der Kaiser ihr gegenüber an den Tag legen sollte.“ Kurz darauf, im Juli 1906, löste Zar Nikolaus II. das Parlament auf.

## Verfassungsinhalt
Die Verfassung bekräftigte die autokratische Herrschaft („Oberste Selbstherrschende Gewalt“) des Kaisers von Allrußland, bestätigte aber auch die Rechte und Pflichten der Bürger, welche vom Oktobermanifest garantiert wurden. Das Oktobermanifest, welches nach der Russischen Revolution von 1905 am 17. Oktoberjul. / 30. Oktober 1905greg. auf Betreiben des Reformpolitikers Sergei Juljewitsch Witte erlassen worden war, kann insofern als ein Vorgänger der ersten russischen Verfassung gelten. Diese Verfassung des Russischen Reiches wurde erst nach der Oktoberrevolution und dem Russischen Bürgerkrieg Ende 1922 durch die Sowjetische Verfassung von 1924 ersetzt.
Eine wirkliche konstitutionelle Monarchie wurde das Zarenreich Russland durch diese Verfassung jedoch nicht. Die Menschenrechte wurden per Verfassung den Gesetzen unterstellt. Die Gesetze selbst konnten zudem aufgrund des Vetorechts ohne die Zustimmung des Zaren nicht in Kraft treten. Allerdings konnte auch kein Gesetz ohne Zustimmung der Duma in Kraft treten. Der Zar hatte außerdem die Möglichkeit, die Duma aufzulösen.